# Níjar
Níjar – gmina w Hiszpanii, w prowincji Almería, w Andaluzji, o powierzchni 599,77 km². W 2011 roku gmina liczyła 29 465 mieszkańców.